# 廣義長壘
廣義長壘，簡稱長壘，是越南中部的一處歷史遺跡。該遺址是一處長為127.4公里的城牆，從北面廣義省境內延伸到南面的平定省境內。該城牆是東南亞境內最長的城牆
。西方人也把它稱做越南長城（Great Wall of Vietnam）。
根據阮朝的《大南實錄》記載，1819年，在嘉隆帝的命令下，黎文悅修建了廣義長壘。阮朝年間，正式名稱為靖蠻長壘（Tĩnh Man trường lũy）。